# HD 59635
HD 59635，又名CD-38 3400，SAO 198045、HR 2875，是一颗恒星，视星等为5.43，位于銀經251.64，銀緯-9.93，其B1900.0坐标为赤經7h 25m 37.9s，赤緯-38° -9.93′ 19″。